# La vendetta dei moschettieri
La vendetta dei moschettieri (Les Trois mousquetaires: La vengeance de Milady) è un film del 1961 diretto da Bernard Borderie e tratto dal romanzo I tre moschettieri di Alexandre Dumas. Si tratta del sequel del film I tre moschettieri, diretto anch'esso da Borderie.

## Trama
D'Artagnan è diventato l'amante di Constance Bonacieux e deve consegnare alla Regina una lettera dal Duca di Buckingham nella quale il lord inglese annuncia la decisione di aiutare i protestanti assediati a La Rochelle. Desideroso di apprendere il contenuto di questa lettera e di vendicarsi del giovane moschettiere, il cardinale Richelieu ordina il rapimento di Constance Bonacieux per costringerla a parlare sotto tortura e la fa poi rinchiudere in un convento dal conte di Rochefort. Nel frattempo Milady, usando tutto il suo fascino, tenta di far parlare D'Artagnan, il quale finge di innamorarsi di lei per carpirle il nome del luogo dove è chiusa Constance.
Ottenute le informazioni volute ed appreso che Milady è marchiata dal fiore di giglio, il simbolo con il quale vengono marchiate le prostitute, D'Artagnan riesce a scappare grazie ai suoi amici moschettieri. I quattro salvano Constance e la conducono in un altro convento per metterla al sicuro dalla vendetta di Milady e di Richelieu. Athos racconta poi a D'Artagnan di essere il marito di Milady.
Per impedire al Duca di Buckingham di inviare truppe a La Rochelle, Richelieu manda Milady a Londra ad assassinare il duca. La donna prima di partire chiede al cardinale un permesso speciale per poter così uccidere D'Artagnan e Constance. Athos, che ha assistito in segreto all'incontro tra i due, si rivela poco dopo alla donna e le sottrae il permesso firmato da Richelieu. Furiosa di rabbia, la donna parte per l'Inghilterra, dove convince Felton, fedele servitore di Buckingham, che il duca è un suo nemico e lo spinge ad assassinarlo.
Tornata in Francia, Milady si reca poi al convento dove è rinchiusa Constance e la uccide. Furioso D'Artagnan si mette ad inseguire la donna e insieme ad Athos, Porthos ed Aramis. Catturata, la donna viene uccisa da Athos mentre D'Artagnan, nello scontro che segue con gli uomini del cardinale, uccide Rochefort. Furioso per quanto accaduto, Richelieu vorrebbe che i moschettieri venissero processati ma de Tréville impedisce che ciò avvenga mostrando al cardinale il permesso che egli aveva firmato per Milady e affermando che i moschettieri hanno agito per conto dello stesso cardinale.

## Location
Il film è stato girato nel parco parigino del Bois de Boulogne, nei dintorni e nel Castello di Guermantes in Seine-et-Marne e a Semur-en-Auxois (dipartimento Côte-d'Or). Le scene nel convento dove è tenuta prigioniera Constance sono state girate presso l'Abbazia di Fontenay, Montbard, Côte-d'Or.